# Lijst van rijksmonumenten in Uitgeest
De plaats Uitgeest telt 19 inschrijvingen in het rijksmonumentenregister. Hieronder een overzicht.
| Object | Oorspronkelijke functie?  | Bouwjaar                       | Architect   | Locatie            | Coördinaten?                  | Nr.?   | Afbeelding |
| --- | ------------------------- | ------------------------------ | ----------- | ------------------ | ----------------------------- | ------ | --- |
| Terrein waarin sporen van bewoning | Archeologisch monument    | Romeinse Tijd                  |             |                    | 52° 30' 25" NB, 4° 42' 35" OL | 341948 | Upload foto |
| Terrein waarin sporen van bewoning | Archeologisch monument    | Romeinse Tijd                  |             |                    | 52° 31' 19" NB, 4° 44' 5" OL  | 341963 | Upload foto |
| Voormalige Hervormde pastorie. Huizencomplex voorzien van zadeldaken tussen houten gevels met uitgeschulpte windveren                                                                                      | Kerkelijke dienstwoning   | 18e-19e eeuw                   |             | Castricummerweg 6  | 52° 31' 47" NB, 4° 42' 40" OL | 35846  | Meer afbeeldingen |
| Westtoren van de Hervormde Kerk | Kerk en kerkonderdeel     | 14e eeuw 1726 (vernieuwd)      |             | Kerkbuurt bij 1    | 52° 31' 46" NB, 4° 42' 42" OL | 35847  | Meer afbeeldingen |
| Hervormde Kerk | Kerk en kerkonderdeel     | 14e/15e eeuw                   |             | Kerkbuurt 1        | 52° 31' 46" NB, 4° 42' 43" OL | 35848  | Meer afbeeldingen |
| Voormalig raadhuis. Gebouwtje met schilddak. De verdieping bereikbaar via een buitentrap naar een bordes                                                                                                   | Bestuursgebouw en onderdl | laatste kwart 17e eeuw         |             | Kerkbuurt 3        | 52° 31' 47" NB, 4° 42' 45" OL | 35849  | Meer afbeeldingen |
| Dorregeestermolen | Industrie- en poldermolen | 1896                           |             | Klein Dorregeest 2 | 52° 32' 43" NB, 4° 43' 49" OL | 35851  | Meer afbeeldingen |
| Tweede Broekermolen | Industrie- en poldermolen | 1631                           |             | Lagendijk 28       | 52° 31' 34" NB, 4° 43' 35" OL | 35852  | Meer afbeeldingen |
| De Kat | Industrie- en poldermolen | 1842 / 1973                    |             | Limmerweg 2bij     | 52° 32' 0" NB, 4° 42' 54" OL  | 35853  | Meer afbeeldingen |
| De Dog | Industrie- en poldermolen | 1896                           |             | Hoogeweg 3         | 52° 32' 11" NB, 4° 42' 53" OL | 35854  | Meer afbeeldingen |
| Typisch Zaans huis op L-vormige plattegrond. Houten voorschot boven elk der twee eindgevels | Woonhuis                  | wellicht 18e eeuw              |             | Meldijk 17         | 52° 31' 44" NB, 4° 42' 56" OL | 35855  | Meer afbeeldingen |
| Dwars geplaatst huis op rechthoekige plattegrond. De sporenkap, waarvan de nokgording niet constructief verbonden is met het belendend perceel, is afgedekt met riet en pannen. T-vensters in de voorgevel | Woonhuis                  | 19e eeuw                       |             | Schevelstraat 1    | 52° 31' 47" NB, 4° 42' 47" OL | 35856  | Meer afbeeldingen |
| Huis onder zadeldak, met rechthoekige plattegrond. Drie verdiepingen, trapgevel aan de voorzijde. Inwendig oorspronkelijke constructie met balken, korbelen en stijlen                                     | Woonhuis                  | 17e eeuw                       |             | Schevelstraat 1    | 52° 31' 47" NB, 4° 42' 47" OL | 35857  | Huis onder zadeldak, met rechthoekige plattegrond. Drie verdiepingen, trapgevel aan de voorzijde. Inwendig oorspronkelijke constructie met balken, korbelen en stijlen |
| Grotendeels houten boerderij, waarvan het woongedeelte is voorzien van een trapgevel, met sierankers. Bedrijfsgedeelte nog met rieten dak                                                                  | Boerderij                 | 2e helft 16e-1e helft 17e eeuw |             | Provincialeweg 3   | 52° 31' 32" NB, 4° 41' 52" OL | 35859  | Meer afbeeldingen |
| Terrein waarin sporen van bewoning | Archeologisch monument    | Romeinse Tijd                  |             |                    | 52° 31' 13" NB, 4° 43' 47" OL | 47137  | Upload foto |
| Onze-Lieve-Vrouw-Geboortekerk | Kerk en kerkonderdeel     | 1884                           | E.J. Margry | Langebuurt 35      | 52° 31' 38" NB, 4° 42' 52" OL | 517492 | Meer afbeeldingen |
| Pastorie gelegen ten zuiden van de kerk O.L.V. Geboorte en hiermee via een laag tussenlid verbonden | Kerkelijke dienstwoning   | 1884                           | E.J. Margry | Langebuurt 37      | 52° 31' 38" NB, 4° 42' 52" OL | 517493 | Pastorie gelegen ten zuiden van de kerk O.L.V. Geboorte en hiermee via een laag tussenlid verbonden                                                                    |
| Baarhuisje in Neo-Gotische stijl | Begraafplaats en -onderdl | 1884                           |             | Langebuurt 39      | 52° 31' 38" NB, 4° 42' 52" OL | 517494 | Baarhuisje in Neo-Gotische stijl |
| Stolpboerderij "De Bisschop" | Boerderij                 | 1880                           |             | Uitgeesterweg 27   | 52° 32' 34" NB, 4° 42' 29" OL | 517495 | Stolpboerderij "De Bisschop" |

Aalsmeer ·
Alkmaar ·
Amstelveen ·
Amsterdam ·
Bergen ·
Beverwijk ·
Blaricum ·
Bloemendaal ·
Castricum ·
Den Helder ·
Diemen ·
Dijk en Waard ·
Drechterland ·
Edam-Volendam ·
Enkhuizen ·
Gooise Meren ·
Haarlem ·
Haarlemmermeer ·
Heemskerk ·
Heemstede ·
Heiloo ·
Hilversum ·
Hollands Kroon ·
Hoorn ·
Huizen ·
Koggenland ·
Landsmeer ·
Laren ·
Medemblik ·
Oostzaan ·
Opmeer ·
Ouder-Amstel ·
Purmerend ·
Schagen ·
Stede Broec ·
Texel ·
Uitgeest ·
Uithoorn ·
Velsen ·
Waterland ·
Wijdemeren ·
Wormerland ·
Zaanstad ·
Zandvoort